# Parti populaire progressiste du Suriname
Pour les articles homonymes, voir Parti populaire progressiste.
Le Parti populaire progressiste du Suriname (en néerlandais : Progressieve Surinaamse Volkspartij) est un parti politique surinamien membre de l'Organisation démocrate-chrétienne d'Amérique.